# Марна (река)
Ма́рна (фр. Marne, кимвр. и лат. Matrona, Materna) — река на севере Франции, правый приток Сены. Длина 525 км, площадь бассейна 12,8 тыс. км². Питание преимущественно дождевое, наблюдаются зимние паводки. Колебания уровня до 4-5 м. Средний расход воды в устье свыше 100 м³/сек.
Река берёт начало на плато Лангр, течёт на север, затем между Сен-Дизье и Шалон-ан-Шампань поворачивает на запад, впадая в Сену чуть выше Парижа, в районе Шарантон-ле-Пон. Основные притоки — Блез, Со, Урк, Пети-Морен, Гран-Морен.

## Населённые пункты
На Марне расположены города:
- Шомон (где реку пересекает Шомонский виадук) и Сен-Дизье (департамент Марна Верхняя),
- Шалон-ан-Шампань, Эперне (департамент Марна),
- Шато-Тьерри (департамент Эна),
- Мо (департамент Сена и Марна),
- Нёйи-сюр-Марн (департамент Сена — Сен-Дени),
- Ножан-сюр-Марн, Шампиньи-сюр-Марн, Кретей, Сен-Морис, Шарантон-ле-Пон (департамент Валь-де-Марн).

Марна судоходна до города Эперне, соединена каналами с бассейнами рек Маас, Рейн (канал Марна-Рейн), Сона (канал Марна-Сона).
В VI веке на берегу Марны жил святой Абран, рукоположенный во священники святым Ремигием.
В 1870 году на берегах Марны разыгралась битва при Вилье — одно из ключевых сражений Франко-прусской войны.
В ходе первой мировой войны на Марне произошло два крупных сражения, в 1914 году и, спустя четыре года, в 1918 году.